# El Vosque
El Vosque es un webcómic en español guionizado por Morán y dibujado por Laurielle.

## Historia
La primera página de El Vosque fue publicada en internet el 10 de abril de 2009. Desde entonces, se desarrolló a un ritmo aproximado de una página semanal de la historia principal, más otra página, fuera de la trama, de los llamados "Woodies". Tras su publicación original en internet, se han editado en papel los seis capítulos de la serie, habiéndose publicado el sexto y último a finales de 2015.
Fue reconocido con el premio al Mejor Webcómic en el Expocómic de Madrid en 2012.
La última página de la historia principal se publicó el 29 de noviembre de 2015.

## Trama
La trama se desarrolla en el reino de El Vosque, habitado por toda clase de pueblos, cada uno de ellos dirigido por un rey. La historia comienza con el asesinato del rey de los árboles, el Olmo Viejo. Dos guardias forestales (o "maderos") inician una investigación para desenmascarar al asesino y detenerlo.

### Personajes principales
- Quent Nitrato, uno de los "maderos" y especialista en explosivos. Tiene un hermano, Estribano, con el que no se lleva bien, le ha matado mínimo 2 veces. Tras una herida incapacitante pero no letal, abandona el Cuerpo y se va vivir a una cabaña con huerto. Enamorado de Flora, siguen en una relación.
- Calderilla Delicadelia, hada compañera de Quent. Segunda princesa del reino de las hadas, se unió a los Maderos tras dejar el ejército faérico. Con la muerte de su hermana mayor por un atentado se convierte en la siguiente heredera. Tiene alergia al polen y mucho aguante con la bebida, le gusta emborracharse.
- Cirano, el consejero real. Muy leal al rey y el encargado de hacer que el reino no se desmorone del todo. Enamorado de Amanda, al final de la historia deciden abandonar la relación debido a sus responsabilidades mutuas y secretos. Tras la muerte del rey humano, toma el puesto de regente y deja la dirección de los maderos a manos de Carbonilla.
- Amanda Kelva, elfa traductora real. Creció en el Kubayansa(pueblo elfo) pero lo abandonó al no querer convertirse en reina junto a Saeugur. Se fue a trabajar al palacio  y se enamoró de Cirano. A lo largo de la historia se descubre que es medio licántropo/elfo/diosa. Habla con los animales y estos la obedecen. Su hermana con distinto padre es Flora Minor. Es vegetariana en contraposición al resto de elfos caníbales.
- Flora Minor, portavoz de los árboles. Mitad árbol/diosa. Su padre era Ulmus Minor(olmo viejo), en historias no canónicas se establece que las hermanas de Gaia (monjas) la cuidaron en un orfanato de pequeña, por su alto poder natural el Gran druida quiso llevársela, ella se negó y se fugó a vivir en el bosque desde entonces.
- Acteea de Obligue, reina de las náyades. Su marido el conde D'obligue murió antes de la bosa, asesinado por ella quizás, y desde entonces ella se encarga de engatusar a todos los visitantes de su casa con su voz para que crean que está vivo. Se enamora de Cuarto Pulgar, y este, antes de morir, le pide que no se quede sola y busca a alguien que la quiera.
- Tarifa, una Brutadonna(subespecie de hada), anteriormente aspirante a capitana del ejército de las hadas y amiga de Calderilla, tras una misión en la que usó excesiva violencia(muerte innecesaria) perdió el puesto, resentida abandonó el pueblo y se convirtió en una traidora mercenaria al servicio del Otro Reino, orquestó el atentado que acabó con la primera heredera Delicadelia, luego murió, irónicamente, por la explosión de una flor Delicadelia mientras luchaba con Calderilla.
- Rey Humano, aparece al principio como un rey que parece solo saber lo mínimo para estar en el puesto y gran parte del trabajo lo hace su consejero real, pero tras bastidores estaba orquestando una traición  junto al Otro Reino  con la que pretendía acabar con el resto de monarquías, cada especie del Vosque tiene su líder propio, y convertirse en rey absoluto, muere a manos de Minor por decreto de los árboles.
- Estribano Nitrato, hermano de Quent, asesino profesional,cobra mucho por sus servicios, apodado El Gato por un hechizo que le concede 7 vidas, tras la historia principal le quedarían 4 , mientras pueda unir su cabeza decapitada con su cuerpo.
- Gran Druida, líder de la religión principal del Vosque, adoran a Gaia y la magia natural que proviene de ella, son abiertamente hostiles a cualquier ser que posea otro tipo de magia,como la magia que viene del Otro Reino, siendo normal la persecución, encarcelamiento y/o asesinato. Muestra mucho interés en Flora y Amanda/Fauna por ser hijas de Gaia. Al final del libro las convence de que acepten el puesto y entrenar sus poderes más a fondo. No es completamente leal ni al Rey ni a Cirano y persigue intereses propios aun no descubiertos.[7]

### Capítulos
1. El Asesino de Árboles
2. Cabezas Visibles
3. ¡Voom!
4. Naturaleza Salvaje
5. El Otro Ejército
6. Baile Sin Máscaras